# راشک (میناب)
راشک، روستایی در دهستان توکهور بخش توکهور هشتبندی شهرستان میناب در استان هرمزگان ایران است.

## ویژگی‌ها
رودخانه دائمی راشک و چشم اندازهای زیبای بکر و طبیعی آن از جاذبه های گردشگری این روستا و بخش توکهور هشتبندی می باشد. وجود قبرستان باستانی پشته بصره در مجاورت این روستا که با توجه به نوع تدفین افراد (در خلاف جهت قبله) نشان از قدمت بسیار بالای این روستای کهن دارد.

## جمعیت
بر پایه سرشماری عمومی نفوس و مسکن در سال ۱۳۹۵، جمعیت این روستا برابر با ۱۱۱ نفر (۴۰ خانوار) بوده‌است.